# Radio Insurgente
Radio Insurgente ist ein aus dem Untergrund operierender Radiosender und die offizielle Stimme der Zapatistischen Nationalen Befreiungsarmee EZLN. Radio Insurgente sendet aus dem nach Autonomie strebenden Südosten Mexikos und ist unabhängig von der Regierung Mexikos. Der Sender verbreitet die Ideen und Inhalte des zapatistischen Widerstandes.

## Sender
Auf UKW sendet Radio Insurgente von diversen Sendestationen in den Bergen des mexikanischen Südosten. Zu hören ist der Sender auf UKW und auf Kurzwelle sowie auf seiner Webseite und in eigenen CD-Produktionen.

### UKW
Auf UKW sendet Radio Insurgente:
- Für die Zone Altos de Chiapas (Tzotzil, Tzeltal, Chol …) auf der Frequenz 97,9 MHz
- Für die Zone Selva Fronteriza (Tzeltal, Tojolabal …) auf der Frequenz 97,9 MHz
- Für die Zone Selva Tzeltal auf den Frequenzen 100,1 und 89,3 MHz
- Für die Zone Norte (Tzotzil, Tzeltal, Chol …) auf der Frequenz 102,1 MHz
- Für die Zone Zotz Choj (Tzeltal, Tojolabal …) auf der Frequenz 92,9 MHz

### Kurzwelle
Auf Kurzwelle sendet Radio Insurgente jeden Freitag von 15,00 Uhr bis 16,00 Uhr (Uhrzeit von Mexiko-Stadt, GMT –6) auf der Frequenz 6.000 kHz im 49-Meter-Band.

### Webstream und Podcast
Auf der Homepage und mittels Streaming-Diensten kann das Programm ebenfalls weltweit gehört werden.

## Programm
Das regionale Programm richtet sich an die regionale Zivilgesellschaft, sowie an die Aufständischen, Milizionäre, Comandantes und Comandantas der EZLN. Dieses Programm wird neben Spanisch auch in den indigenen Sprachen Tzotzil, Tzeltal, Chol und Tojolabal gesendet.
Inhaltlich sendet die Station lokale, nationale und internationale Nachrichten sowie Musik, politisch Botschaften, Märchen und Hörspielen. Das Musikprogramm besteht sowohl aus traditioneller Musik aus den indigenen Gemeinden, als auch aus zapatistischen Corridos, revolutionärer Musik und unterschiedlicher internationaler Musik.
Einmal wöchentlich sendet Insurgente auf Kurzwelle. Die Sendung ist speziell an die Bevölkerung Mexikos, Nord-, Mittel- und Südamerikas, sowie an alle Interessierten weiteren Interessierten gerichtet. Sie informiert regelmäßig über aktuelle Ereignisse in Chiapas und über die zapatistischen Autonomie. Auch die Geschichte der EZLN, die Rechte der indigenen Frauen, und viele weitere Themen sind Teil des Programms. Zudem sorgt die Kurzwellensendung mit Musik und Geschichten bzw. Märchen aus Chiapas für Unterhaltung.

## Producciones Radio Insurgente
Seit 2007 ist im zapatistischen Gebiet ein eigenes Aufnahmestudio entstanden. Dort arbeitet PRODUCCIONES RADIO INSURGENTE. Ein Team von Mitgliedern der EZLN wurde in professioneller Aufnahmetechnik ausgebildet. Bands aus den verschiedenen Gemeinden kommen in das Studio um kostenlos eigene CDs aufzunehmen. Die Technik-Crew schneidet, bearbeitet und mastert die Aufnahmen. CDs werden vor Ort gepresst. Die aufgenommene Produktionen sind über die verschiedenen Sendestationen von RI zu hören.